# Kispalád
Kispalád ist eine ungarische Gemeinde im Kreis Fehérgyarmat im Komitat Szabolcs-Szatmár-Bereg.

## Geografische Lage
Kispalád  liegt im Osten Ungarns, wenige Kilometer von der Grenze zur Ukraine entfernt und 24 Kilometer nordöstlich der Kreisstadt Fehérgyarmat. Ungarische Nachbargemeinden sind Kishódos, Botpalád und Magosliget. Jenseits der ukrainischen Grenze liegt östlich der Ort Welyka Palad.

## Einwohnerentwicklung
Die Gemeinde erlangte Ende der 2010er Jahre durch ihre Einwohnerentwicklung landesweite Bekanntheit:
- 1980:  0609
- 1990:  0493
- 2000:  0497
- 2010:  0526
- 2015:  0963
- 2016: 1164
- 2020:  0925

## Sehenswürdigkeiten
Die reformierte Kirche des Ortes wurde ursprünglich im 15. Jahrhundert im gotischen Stil erbaut, jedoch im 19. Jahrhundert durch einen Brand zerstört. Von 1903 bis 1910 wurde eine neue Kirche im neogotischen Stil errichtet. Die Orgel der Kirche wurde 1915 gebaut.

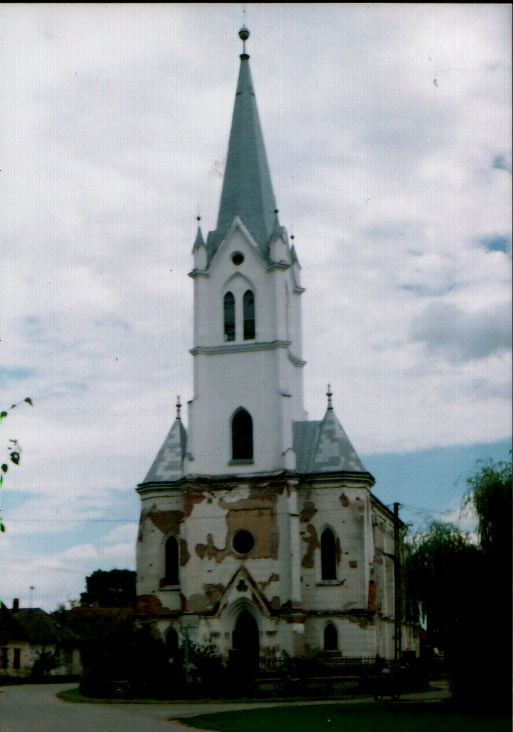
Reformierte Kirche

## Verkehr
Durch Kispalád verlaufen die Landstraßen Nr. 4143 und Nr. 4139. Es bestehen Busverbindungen über Kölcse nach Fehérgyarmat,  wo sich der nächstgelegene Bahnhof befindet.